# Longitarsus plantagomaritimus
Longitarsus plantagomaritimus là một loài bọ cánh cứng trong họ Chrysomelidae. Loài này được Dollman miêu tả khoa học năm 1912.